# Коул, Элли
Элли Коул (англ. Ellie Cole) ― австралийская паралимпийская пловчиха и баскетболистка на инвалидной коляске. Шестикратная чемпионка Паралимпийских игр. Трёхкратная чемпионка мира.

## Биография
Элли Виктория Коул родилась в Лилидейле, Виктория, 12 декабря 1991 года. В два года у нее обнаружили редкую опухоль — саркому, которая повредила нервы ее правой ноги.
После безуспешных попыток вылечить рак с помощью химиотерапии, 14 февраля 1994 года ее правая нога была ампутирована выше колена. Через восемь недель после операции в рамках реабилитации её мать записала Элли на уроки плавания. Инструкторы Коула ожидали, что ей понадобится год, чтобы научиться плавать по прямой, но ей потребовалось две недели.
Коул посещала начальную школу Маунт-Элиза-Норт и среднюю школу Франкстона, обе во внешнем пригороде Мельбурна, Франкстоне. С 2021 года она живет в Сиднее и тренируется в плавательном клубе Knox Pymble Swim Club. Получила степень бакалавра в области здравоохранения и физических упражнений в Австралийском католическом университете.
Снялась в документальном фильме 2020 года «Восходящий Феникс», посвященном Паралимпийским играм. Также проводит кампанию всемирное движение за права человека для людей с ограниченными возможностями.

## Спортивная карьера
На Паралимпиаде 2008 года в Пекине завоевала две бронзовые медали в дисциплинах: 100 м баттерфляем S9 и 100 м на спине S9.
Через четыре года на следующей Паралимпиаде 2012 в Лондоне стала четырёхкратной чемпионкой в заплывах: 100 м вольный стиль S9, 100 м на спине S9, 4×100 м вольный стиль, эстафета на 4×100 м комбинированным плаванием.
На чемпионате мира 2015 года в Глазго три раза заняла первое место.
На Паралимпиаде в Рио-де-Жанейро в 2016 году стала победительницей в финале в заплывах: 4×100 м вольный стиль и 100 м на спине S9. Кроме этого там же взяла три серебряные медали.
На летних Паралимпийских играх 2020 в Токио Элли Коул завоевала бронзовую медаль в заплыве на 4×100 м комбинированным плаванием. Эта бронза стала шестой на всех Паралимпиадах, в которых она принимала участие.

### Баскетбол на колясках
Коул занималась баскетболом на коляске в Национальной баскетбольной лиги на колясках Женской в 2013 и 2014 годах, получив награду лиги за лучший новый талант в 2013 году taking out the league’s award for Best New Talent in 2013..
"Мне нравилось работать в команде, потому что плавание не считается командным видом спорта, — сказал Коул в интервью в 2013 году. — Я определенно хотел новую задачу, потому что, когда вы участвуете в соревнованиях в течение десятилетия, приращения улучшений довольно малы. Тем не менее, в баскетболе на колясках я знала, что могу добиться больших успехов. Меня выбрали в женскую сборную лиги, и это здорово, так что я действительно кое-чего добился, что является сюрпризом. Но мое сердце определенно находится в плавании. и я думаю, что так будет всегда ".